# Maschio latino... cercasi
Maschio latino... cercasi (Macho Latino) é um filme italiano de 1977, dirigido por Giovanni Narzisi.
O filme estreou em Portugal a 18 de Outubro 1979.